# 曾颖如
曾颖如（1971年1月—），江西临川人。女，汉族。1994年7月参加工作，1992年12月加入中国共产党。华南理工大学应用电化学专业毕业，工学硕士。中华人民共和国政治人物、外交官。

## 生平
曾任珠海市环保局党总支副书记。2001年，任珠海市环保局副局长。2003年2月，任珠海市香洲区副区长。2004年5月，任共青团珠海市委书记、党组书记，市青联主席。
2007年4月，任共青团广东省委副书记、党组成员，省青联副主席。2012年1月，任共青团广东省委书记。2015年8月，任广东省旅游局局长。2018年11月，任广东省文化和旅游厅党组副书记、副厅长、省文物局局长（保留正厅职）。
2022年5月，不再担任省文化和旅游厅副厅长、省文物局局长职务，随后出任中国驻德国大使馆公使。